# Houskový knedlík
Houskový knedlík (pol. knedel bułczany, choć nazwy tej co do reguły się nie tłumaczy) – jedna z dwóch (oprócz knedla ziemniaczanego, czyli bramborovego knedlíka) odmian knedlika, popularnego dania kuchni czeskiej, czeskie danie narodowe. Często utożsamiany z knedlikiem jako takim, bezprzymiotnikowo.
Ciasto na houskový knedlík wyrabia się z mąki, mleka, drożdży, jajek, soli, a także pokrojonych w kostkę bułek. Możliwe jest użycie proszku do pieczenia. Ciasto takie gotuje się około 20 minut, naciera olejem i dzieli się (najczęściej nitką) na plastry (kromki). Po przekrojeniu winne być wyraźnie widoczne kostki bułczane.
Odmiana ta serwowana jest jako dodatek do mięs, łatwo chłonący sosy. 